# 멕테로사우루스

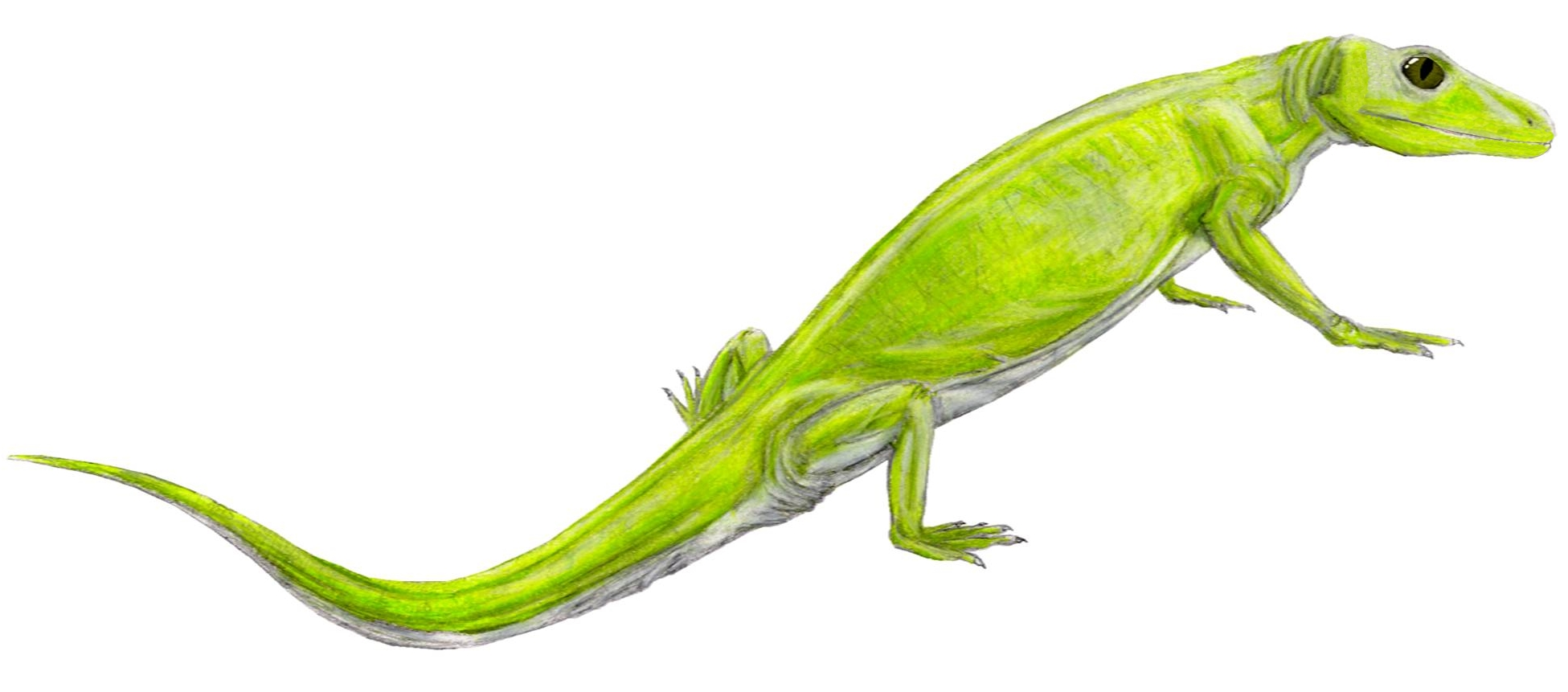

멕테로사우루스(학명:Mycterosaurus longiceps)는 도마뱀목 바리놉스과에 속하는 도마뱀이다. 지금은 멸종된 종으로서 전체적인 몸길이가 60cm인 소형의 몸을 가진 도마뱀에 속한다.

## 특징
멕테로사우루스(그리스어: mykter/mykteros, mykteros: mykter/mykteros, "마법사"라는 뜻의 사우로이다.)는 바라노프과에 속하는 멸종된 시냅스의 한 속이다. 바라노피드아과에 속하는 미크테로사우루스과(Mycterosaurinae)와 가까운 관계인 멕테로사우루스는 미국의 텍사스주와 오클라호마주에 알려진 290.1에서 272.5 MYA까지 존재하는 가장 원시적인 가족 구성원이다. 그것은 진보된 친척들이 가지고 있는 기능이 부족하다. 미크테로수쿠스와는 혼동될 수가 있는 종이기도 하다. 멕테로사우루스는 비교적 작은 육식 동물로 길이 약 60cm(23인치)로 추정되며, 유마테비아 볼리(Emumatthevia bolli)의 동의어이다. 그리고 아마도 베이직라노돈 포틸렌시스(Basicranodon fortsillensis) 복원된 미크테로사우루스는 대부분의 플라이코사우루스와는 대조적으로 특히 체격이 보통 육중한 다른 에다포사우루스와는 달리 스핀들하고 기괴하게 보인다. 유효한 멕테로사우루스 종의 수는 수년에 걸쳐 다양했으며 멕테로사우루스 긴수염과 멕테로사우루스 스미새의 총 2가지 분류가 있다. 그러나 최근 분석으로 인해 멕테로사우루스 스미자에 대한 설명이 다시 나오고 있다. 홀로타입과 ARBH 7002 "유마테비아"는 두개골 설명에 추가와 수정과 함께 연구되고 다시 설명되었다. 멕테로사우루스의 순발력과 궤도는 비정상적으로 크며 궤도는 외향적이고 원형으로 방향을 잡고 있다. 궤도의 매우 큰 크기는 동물의 비교적 작은 크기와 관련이 있다. 게다가 위쪽의 두정맥과 함께 발현되는 초두엽의 표면은 악어, 도마뱀, 공룡의 그것에서 발견되는 조건인 카르딜라긴(cartilaginous는 악어, 도마뱀, 공룡의 그것에서 발견된다.)의 외각들은 포아멘 마그넘을 둘러싸고 있으며 디메트로돈과 비슷한 방식으로 느슨하게 붙어 있다. 두정엽은 두정엽의 거의 뒤쪽 끝에 위치하며 두정엽과 매우 가깝다. 두정자체는 각 면에 스쿼모소-포스트보리탈 아치에서 약간 떨어져 있는 반면 스쿼모살은 사면을 넓게 덮고 있다. 멕테로사우루스는 바라놉스, 오피아카오돈, 디메트로돈 또는 에다포사우루스의 치아와 특징적으로 다른 18~20개의 맥시관을 가지고 있다. 치아는 밑부분이 튼튼하며 약간 재발하고 뾰족한 점이 있다. 처음 4~5개의 맥시관치(앞쪽)는 개미의 원시 위치에서 가장 크다. 이 치아는 적당히 길쭉하고 납작하며 둔탁한 정점을 나타낸다. 전축 치아와 최대 치아는 전형적인 코돈트 치아다. 선비들은 작은 이빨을 세로줄로 늘어뜨리고 성격도 길고 호리호리했다. 아래 치아는 다소 작고 이소돈처럼 보이지만 그 외에는 화석 조건 때문에 알 수 없는 것으로 보인다. 멕테로사우루스는 맥시브 치아 외에도 작지만 수많은 구강 치아를 선보인다. 앞쪽과 중간 양쪽 측면에 있는 피테리고이드는 작은 뾰족한 이빨이 상당히 많이 보인다. 주변 치아는 안쪽과 원위 가장자리에 톱니 모양으로 되어 있다. 척추뼈는 바라놉스와 유사하며 중심부의 높이가 2-3배 이하인 가느다란 척추를 가지고 있다. 화석에 대한 기록이 부실해 자궁경부는 알 수 없지만 후면의 세부적인 면은 어느 정도 보존되어 있다. 신경 척추는 앞쪽과 뒤쪽으로 모두 낮고 넓다. 센트라는 끝이 둥글고 복측골이 없으며 에다포사우루스자리 스풀의 독특한 형태를 가지고 있다. 또한 등심도는 적당히 길다.(길이 5단위) 이와는 대조적으로 요추 센트라는 훨씬 짧다. 스카풀라는 에다포룡의 특징인 유난히 넓은 프로포라코이드 판과 대조적으로 짧고 특별히 넓지 않다. 글레노이드 표면은 짧고 수프라글노이드 포아멘은 없다. 골반은 장골 블레이드의 앞쪽 끝부분이 극도로 길며 앞쪽 팽창은 뒷쪽보다 크다. 상완골과 뒷다리뼈는 호리호리하여 엑테피콘디라 포아멘이 없다. 아스트라갈루스는 L자형이며 복측으로 볼 때 중심은 원형이다. 이러한 관찰은 대부분의 플라이코사우루스 등급 시냅스와 일치한다. 네 번째 원위부 타르살은 확대되며 근위부 표면이 볼록을 향한다. 볼록은 아스트라갈루스-칼카네움 콤플렉스로 표현된다. 이 형태학은 바라놉스와 멕테로사우루스의 양쪽 모두에서 매우 이동성이 높은 중간 관절을 나타내며 초기 시냅스에서는 거의 움직임이 없었다는 이전의 믿음과 대조된다. 이러한 관찰은 바라놉스와 멕테로사우루스가 반미디게이트레이드 자세를 사용해 매복했다는 것을 암시하는 증거로 작용한다. 최초로 발견된 멕테로사우루스 두개골은 멕테로사우루스 긴두근의 두개골이다. 홀로타이프(FMNH-UC 692)는 1915년에 헤르만 더티트에 의해 텍사스 중북부의 로어 퍼미언(레오나르드) 클라이드 포메이션의 보증금에서 발견되었다. 새뮤얼 웬델 윌리스톤은 그의 출판물인 "A New Cheese and Class of American Therromorpa"(올 뉴 체이스 앤드 클래스 오브 아메리칸 트헤룸모르파)에서 두개골과 다른 조각난 부분을 설명하면서 홀로모형을 분석했다. 1930년에 R Broom(론 브룸)은 미국 박물관에서 제이콥 볼이 수집한 미분화 화석을 확인했는데 그는 수집가들에 의해 작은 미분화석으로 잘못 표기되었다고 믿었다. 이런 화석인 ARBH 7002는 단편적인 두개골과 부분적으로 부서진 뼈로 이루어져 있었다. 브룸은 고인이 된 미국 고생물학자의 이름을 따서 이 화석의 이름을 유마테비아 볼리라고 지었다. 매튜브룸은 이 화석의 두개골이 글라우코사우루스나 멕테로사우루스 같은 다른 원시적인 세로모르프들의 두개골과 비슷한 모습을 보였지만 멕테로사우루스에 비해 더 가늘게 만들어져 아담한 두개골을 나타냈다고 언급했다. 이러한 차이에도 불구하고 독립된 후배 작가의 복원은 두개골이 더 낮다는 것 외에는 멕테로사우루스와 어떤 측면에서도 차이가 없었으며 이는 파쇄에 기인한 차이였다. 이와 같이 로머는 유마테비아 볼리가 틀림없이 멕테로사우루스 장두의 동의어라고 결론지었다. 1940년에 로머와 프라이스는 익룡에 대한 리뷰에서 앞서 언급한 화석 기록을 모두 검토했다. 저자들은 두 표본 모두 다른 종류의 찌그러짐의 영향을 받아 두개골의 실제 성질을 정확히 평가하기 어렵다는 점에 주목한다. 그러나 로머와 프라이스는 실제 비율이 윌리스톤이 관찰한 좁은 형태와 브룸이 복원한 넓은 저형 사이의 중간 정도였을 것으로 추정한다. 저자들은 윌리스톤과 브룸이 묘사한 대로 궤도의 복측인 최첨단과 조갈 사이의 접촉을 관찰하지 못했다. 게다가, 저자들은 키, 소나무 크기, 그리고 치아를 구별하는 "유마테비아"와 "멕테로사우루스"의 특징들이 부정확하다고 믿는다. 그 대신 이러한 차이는 윌리스턴의 측정이 파쇄되고 부정확했기 때문일 것이다. 그러나 모든 보고서를 통해 사분오열과 궤도에 대한 큰 규모의 합의가 있다. 1957년에 피터 폴 본은 (18)과 매우 유사한 특징을 지니고 있다고 믿었던 베이직라노돈 포르틸렌시스라는 이름의 페리코사우르스의 특징을 기술한 논문을 발표했다. 그러나 로머는 이전에 멕테로사우루스를 에다포사우루스(Edaphosaurus)로 분류해야 한다고 정립한 바 있다. 1966년에 미국지리서치는 더 잘 보존된 표본이 발견되면 베이직라노돈 포르틸렌시스가 미크테로사우루스에 속할 수 있다는 논문을 발표했다. 그러나 브로클허스트 외 연구진(2016년)이 싱크로트론 방사선 마이크로복합단층촬영법을 이용해 재조사한 결과 저자들이 마이크테로사우루스 스미세이를 속주로 재분류하게 된 관찰 결과가 드러났다. 추가 준비 및 싱크로트론 스캔을 통해 가느다란 대퇴골, 톱니 모양의 측면 의치, 코로노이드에 존재하는 치아 또는 후두엽에 있는 측면 보스의 부족이 나타났으며 이것들은 가장 모호하지 않은 바라노피드와 미크테로사우르신 시나포모르피스가 되었다. 멕테로사우루스의 고생물학에 대해 가정하거나 가설을 세운 것은 극히 드물다. 그 이유는 미미하게 보존되고 불완전한 화석 증거 때문이다. 하지만 멕테로사우루스는 주로 곤충을 잡아먹었을 가능성이 있는 작고 민첩한 육식동물로 알려져 있다. 고도의 이동성을 가진 중간관절을 가진 멕테로사우루스는 반정도의 자세로 매복했다. 멕테로사우루스는 메세노사우루스와 다른 비교적 작은 체형 육식 도마뱀들과 함께 시간적 범위 전체에 걸쳐 비슷한 틈새를 차지하고 있었다. 일반적으로 멕테로사우루스와 같은 몸집이 작은 바라노피드는 페미니즘 말기 부근의 작은 다이오피드가 등장하기 전까지 경쟁적인 환경적 요소가 존재하지 않는 비교적 작은 동물원처럼 영양 네트워크 내의 유사한 틈새를 성공적으로 점유했을 것으로 보인다. 분류학적으로 보면 1915년에 홀로타입 멕테로사우루스 긴수염이 발견되었을 당시 헤르만 두티트는 홀로타입과 바라놉스속 사이의 모양과 일반 문자가 비슷하여 홀로타입이 바라놉스속(Varanops)에 속한다고 믿었다. 그러나 사무엘 웬델 윌리스톤에 의한 홀로타입에 대한 추가 분석은 윌리스톤이 아메리카 테로모르파의 새로운 종과 속종으로 그 타입의 분류를 제안하게 했다. 이거랑 R이 맞았다. 브룸이 유마테비아 볼리를 분석한 결과 유마테비아 볼리를 원시 테로모르파로 분류해야 한다는 비슷한 결론이 나왔다. 로머와 프라이스는 1940년의 분석에서 멕테로사우루스 장두구리가 유마테비아 볼리와 동의어라고 결론지었다는 점을 분명히 해야 한다. 로머와 프라이스는 유마테비아 볼리와 홀로타입에 대한 관찰을 통해 미크테로사우루스 긴수염은 에다포룡의 원시 형태로서 속한다고 결론지었다. 로머와 프라이스는 M. 롱아이스프들이 진보된 에다포룡의 특징을 일부 보여주지는 않았지만, M. 롱아이스프들은 에다포룡으로 분류되는 것을 가리키는 많은 주요 특징들을 확실히 보여주었다고 믿었다. 구체적으로 로머와 프라이스는 멕테로사우루스와 니토사우루스가 서식하는 에다포사우루스과(Edaposauria suborder)계열 니토사우루스과(Nitosaurusae)를 만들었다. 2006년에 바라노포이드 상호관계의 계통학적 분석은 멕테로사우루스를 메세노사우루스의 자매속과 함께 미크테로사우루스 밑에 두었다.

## 근연종
다음은 베이직라로돈이 제외된 후 벤슨(보도 중)의 분석에서 수정된 클래도그램이다. 멕테로사우루스는 이로 인하여 지금과 같은 근연종들을 가지게 되었다.

### 암니오타
멕테로사우루스의 근연종들 중에서 암니오타에 속하는 종들을 나열한 곳이다.
- 쯔헤자아캄피

- 림노스켈리스팔루디스

- 캡토리누스

- 프로토로시리스 아르케리

### 시냅시다(단궁류)
멕테로사우루스의 근연종들 중에서 시냅시다(단궁류)에 속하는 종들을 나열한 곳이다.
- 카세아사우리아

- 이안토돈 슐체이

- 에다포사우루스과

- 스페나코돈티아

### 오피아코돈과
멕테로사우루스의 근연종들 중에서 오피아코돈과에 속하는 종들을 나열한 곳이다.
- 고로시리스 플로렌시스

- 바라노사우루스 아큐티로스트리스

- 스테레오팔로돈 시센시스

### 바라노푸스과
멕테로사우루스의 근연종들 중에서 바라노푸스과에 속하는 종들을 나열한 곳이다.
- 고로케네이터

- 표지아 메세넨시스

### 미케로사우루스과
멕테로사우루스의 근연종들 중에서 미케로사우루스과에 속하는 종들을 나열한 곳이다. 멕테로사우루스도 여기에 속한다.
- 멕테로사우루스 긴두근'

- 엘리오츠미시아 긴두근(BP/1/5678)

- 헬레오사우루스 숄티

- 메세노사우루스 로메리

### 바라노피나과
멕테로사우루스의 근연종들 중에서 바라노피나과에 속하는 종들을 나열한 곳이다.
- 바라놉스 브레비로스트리스

- 와통기아 메이에리

- 바라노돈 아길리스

- 루시로미아 엘코브리엔시스

- 아에로사우루스 웰레시

- 아에로사우루스 그린레오룸

## 생존시기와 서식지와 화석의 발견
멕테로사우루스가 생존했었던 시기는 고생대의 페름기로서 지금으로부터 2억 9000만년전~2억 4500만년전에 생존했었던 종이다. 생존했었던 시기에는 북아메리카의 당시에 존재했던 초원. 늪, 밀림, 열대우림 등에서 주로 서식했었던 종이다. 화석의 발견은 1915년에 미국의 페름기에 형성된 지층에서 미국의 고생물학자들에 의하여 처음으로 화석이 발굴되어 새롭게 명명된 종이다.

## 같이 보기
- 파충류
- 고생대
- 페름기
- 도마뱀
- 단궁류
- 화석